# Temple du Saint-Esprit de Besançon
Pour les articles homonymes, voir Temple protestant du Saint-Esprit.
Le temple du Saint-Esprit est une paroisse protestante, situé à Besançon, Franche-Comté. La paroisse est membre de l'Église protestante unie de France.
Le bâtiment et ses dépendances furent construits à partir du XIIIe siècle et affectés à l'accueil des malades et nécessiteux, jusqu'à la veille de la Révolution. Ils furent acquis en 1842 par la communauté réformée locale, réapparue en 1792 après plus de deux cents ans d'interdiction.
L’architecture et la décoration, mêlant le gothique d'origine au style troubadour du XIXe siècle en passant par le néo-roman, particuliers dans leur exécution et raffinement, sont classés aux Monuments historiques dès 1932. Toujours ouverts aux offices et à la visite, les lieux symbolisent, à l'instar de la synagogue du quai Veil-Picard, la présence ancienne et encore vivace de cette minorité confessionnelle.

## Contexte

### La Réforme à Besançon
L'histoire du Temple est intimement liée à celle des protestants,,. La Réforme est apparue à Besançon de manière informelle dans les années 1530, lorsque de célèbres prêcheurs viennent favoriser les nouvelles idées alors en vogue auprès de la population pourtant fervente catholique,,. Montbéliard et la Suisse voisines basculent définitivement, pendant que son expansion dans la capitale comtoise donne lieu à des incidents jusqu'au milieu du XVIe siècle,. En 1575, une grande bataille oppose Huguenots et Catholiques, ces derniers battant les « hérétiques » qui sont tués et chassés,. Pendant presque deux siècles, toute forme de dissidence fut sévèrement réprimée et les auteurs protestants contraints à l'exil ou à la conversion,. Cette situation dure jusqu'à la Révolution française, qui met un terme aux persécutions religieuses, autorisant ainsi le retour d'une communauté luthérienne,. L’institutionnalisation et l'importante immigration suisse permettent d'établir une congrégation solide, qui s'organise avec un carré d'inhumation et dans des bâtiments certes provisoires mais servant l'office et les œuvres sociales,,. Elle n'en est toutefois pas moins marginalisée jusqu'à la fin de la Seconde Guerre mondiale, malgré l'acquisition d'un véritable temple et l'affiliation à une structure officielle,. Aujourd'hui estimée à environ 2 000 à 2 500 personnes pour les Luthériens, et à plusieurs centaines pour les autres branches (pentecôtistes-mennonites, évangélistes, baptistes, adventistes, indépendants/libres, Mormons et Témoins de Jéhovah), les Protestants forment aujourd'hui un groupe hétéroclite et vivace au sein de la ville. L'ouverture du site, au sacré comme au profane, en est aujourd'hui encore la meilleure démonstration.

### Les temples protestants
Les Réformés, bien que demeurant chrétiens, ont adopté une nouvelle liturgie divergente et parfois en opposition avec le catholicisme, sur nombre d'aspects relevant tant de la croyance que de la pratique (voir la rubrique détaillée à ce sujet pour plus de précisions). Cette scission s'est ainsi naturellement prolongée dans les offices et les lieux de culte, les Temples ayant désormais une organisation et un cadre particulier. Dans le Royaume de France lors de la Réforme, les premiers prêches étaient généralement clandestins et ainsi confinés dans des demeures ou locaux de particuliers. Toutefois, devant l’accroissement du nombre de fidèles dans certaines villes, le besoin de véritables bâtiments conformes au nouveau dogme est rapidement apparu nécessaire. Avec la tension devenue guerres de Religion, le problème fut souvent radicalement tranché : dans les Communes et Territoires où ils étaient devenus majoritaires, les luthériens utilisaient dès lors les églises pour leur propre culte, comme ce fut le cas à la Rochelle ou Montbéliard ; autrement, ils étaient interdits, chassés, ou réprimés. Par la suite avec la Révolution et leur normalisation définitive, ceux-ci se sont souvent vu attribués d'anciens couvents désaffectés, des bâtiments civils ou militaires, ou pour les plus dynamiques et fortunés la possibilité de construire. Lorsque la communauté dispose d'un édifice, elle se démarque des standards traditionnels catholiques en particulier gothiques par un plan centré de type basilical, rectangulaire, ou amphithéâtral, une sobriété dans l'aspect extérieur, ainsi qu'une modernité et un minimalisme à l'intérieur. Tout espace ou élément jugé superflu est éliminé : le jubé, les nefs, le maître autel, les chapelles et autels latéraux, le ciborium, le tabernacle, le baldaquin, le déambulatoire, les reliquaires, ou les démarcations visibles comme les statues et évocations d'idoles ; seule la chaire occupe une place déterminante et centrale, avec d'autres différences comme l'importance accordée aux vitraux et à la lumière naturelle, aux multiples portes, et aux galeries.

## Histoire

### Les premiers lieux de culte
La chapelle du Refuge (1796-1804)
Le 1er juin 1794 un arrêté du comité de salut public est émis et confirmé par la loi du 25 juin 1795, attribuant à l'ensemble des horlogers suisses étant arrivés à Besançon avant le 23 septembre 1795 des indemnités et la nationalité française, en plus du libre exercice de leur culte. La majorité d'entre eux sont réformés, et dans ce cadre est enregistrée la remise provisoire de la chapelle aux artistes de l'horlogerie protestants appartenant au clergé catholique, dont un inventaire précis est fait le 1er novembre 1796. Celui-ci détaille : « plus de 200 petits quarée de cassés aux fenêtres de la chapelle et que le toit où il manque plusieurs tuiles et des volets aux trappes et lucarnes en assez mauvais état - ADD 63J29. » Le pasteur Ebray adresse une lettre au Préfet de Bry le 22 novembre 1802, écrivant que : « depuis longtemps ses paroissiens ont formé le projet de faire au temple qu'ils occupent les réparations dont ils avaient besoin au moment où il leur a été remis [...] mais comme, à tout instant, on leur dit qu'il doit leur être ôté, ils n'ont pu entreprendre des ouvrages qui demandent de grands frais qui seraient perdus pour eux s'ils n'avaient pas la certitude d'une jouissance durable. C'est pourquoi, citoyen préfet, ils vous demandent une déclaration authentique qui leur ôte tout inquiétude à cet égard et leur garantisse l'usage du dit temple, ou si cela ne se peut pas, qu'il vous plaise d'ordonner que les réparations soient faites par l'administration des domaines jusqu'à ce qu'il soit définitivement décidé de quel local occuperont les protestants pour l'exercice de leur culte. » L'administration répond au pasteur que le prêt est bien provisoire mais que cela n'empêche pas le devoir de restauration du lieu, ce que la communauté fait en confiant les travaux à l'architecte C-A Colombot. Mais le 30 avril 1804, se référant à l'arrêté du conseil du 16 juin 1801, le comité des Hospices (l'hôpital Saint-Jacques de Besançon) demande à reprendre la chapelle en précisant vouloir trouver un arrangement afin d'obtenir un nouveau local pour les Réformés.
L'église des Capucins (1804-1842)
Le 24 juin 1804, la communauté protestante investit à titre provisoire l'église des Capucins (dans l'actuelle faculté de médecine et pharmacie) en respectant la mesure suivante : « à charge pour les citoyens qui professent ce culte d’entretenir la dite église de toutes réparations nécessaires tant à l'intérieur que l'extérieur même à la couverture comme encore d'en acquitter les impositions, si ce bâtiment y est sujet » avec une ordonnance supplémentaire du préfet : « en outre aux dix citoyens d'évacuer et de rendre libre sans délais l'église du ci-devant refuge qui leur avait été cédé pour l'exercice de leur culte et d'y procurer toutes les réparations qui peuvent tomber à leur charge - ADD 63J29. » Des travaux de serrurerie sont engagés aux Capucins en février 1805 par, les citoyens Suisses, et une chaire à prêcher est commandée au sculpteur Lapret. Après l'invasion des Autrichiens le 4 janvier 1814, diverses églises sont occupées notamment celle des Capucins, afin d'y faire un entrepôt de fourrage pour la cavalerie. Le temple est donc remis au commissaire des Guerres Thiébaud par le maire de la ville, le baron Daclin, qui offre en échange la salle d'agriculture le temps de la privation du lieu de culte. Les protestants réinvestissent le lieu le 31 mars 1814, mais dès 1817 il est envisagé par les instances catholiques de reprendre le couvent. Après que les autorités parisiennes qualifient le projet local de « contraire au vœu du Gouvernement et aux lois » il est finalement abandonné. La communauté passe commande d'un orgue de neuf jeux aux frères Callinet de Rouffach le 18 septembre 1836 ; d'un prix de 3 500 francs, il est destiné à la tribune du temple, et inauguré le jour de Pâques lors du 26 mars 1837 par Ch. Rialpo.
Divers projets (1826)
Le couvent des Capucins est en questionnement à partir de janvier 1826, l'armée désirant se l'approprier pour y faire un arsenal. Le préfet du Doubs et comte de Milo écrit au maire en lui faisant part que « la rotonde des ci-devant dames de Battant, édifice le plus convenable pour l'excercisse du culte (protestant), est encore à amodier actuellement » suggérant au maire de ne « pas perdre l'occasion qui se présente de s'assurer la jouissance d'un local tant il trouverait difficilement l'équivalent plus tard. » Ce bâtiment du XVIIIe siècle était devenu bien national lors de la Révolution et revendu en 1793 à Monsieur Fachard. Le propriétaire indique au maire dans une lettre datée du 11 mars 1826 : « pas de prévision pour céder la chapelle à moins de 55 000 francs et qu'en cas d'amodiation aucune prise sur son compte des réparations intérieures ou de fenêtres que ce lieu pourrait demander pour l'exercice du culte protestant. » L'architecte Pierre Marnotte, auteur de la prestigieuse synagogue de Besançon, évoque dans ses mémoires la possible construction d'un temple neuf : « il était déjà question en 1826 d'établir à Besançon un arsenal de construction et d'abandonner à l'artillerie le bâtiment des Capucins ; par conséquent le temple protestant. Je présenterais donc un plan pour la reconstruction de ce temple sur l'emplacement de l'ancienne église du Saint-Esprit en face de la rue de l'abreuvoir. Le bâtiment devrait être demi-circulaire, entouré d'une colonnade intérieure supportant une tribune. J'avais adopté cette forme de préférence à toute autre car elle parait plus convenable à ce genre d'édifice destiné particulièrement à la prédication et où les assistants ont les yeux fixés vers le point central où se trouve le ministre. Les ailes du bâtiment doivent recevoir les classes pour les deux sexes ; mais les lenteurs survenues dans l'exécution du projet d'arsenal, ont fait abandonner le plan que j'avais présenté. »
Transfert au temple actuel (1839-1842)
L'État finit par approprier le temple des Capucins à l'armée, en août 1839. Alphonse Delacroix est alors chargé d'obtenir et de restaurer l'ancien hospice du Saint-Esprit pour qu'il soit conforme à l'accueil du culte protestant. Il explique : « la ville ne possède pas de terrain libre qui soit propre à recevoir une construction neuve et pas de bâtiment ancien qui puisse être restauré pour la fondation d'un temple, si ce n'est l'ancienne église du Saint-Esprit. L'espace est suffisant, le caractère de l'architecture est en harmonie avec la destination. Les réparations à faire seraient nombreuses mais on aurait en quelque sorte recréé un édifice précieux par son âge et donné au culte protestant un temple bien complet, mais qu'aucune reconstruction majeure n'aurait lieu si ce n'est celle du porche qui est actuellement en ruine. » Le conseil municipal décide le 14 août 1839 de suivre les recommandations de Delacroix, convaincu par celui-ci et l'architecte Jean-Agathe Micaud.

### L'édifice des origines à la Révolution
L'hôpital du Saint-Esprit a été fondé à Besançon au début du XIIIe siècle par l'Ordre Hospitalier du Saint-Esprit, probablement entre 1207 et 1220 par Jean de Montferrand. La chapelle date quant à elle du XVe siècle, et le portail a été ajouté en 1841. La présence de l'Ordre Hospitalier dans le bâtiment est notamment visible de par une pierre tombale gravée, qui fut érigée à la mort du recteur Pierre de Navarret en 1414. L'hôpital accueille durant tout le Moyen Âge les malades, femmes enceintes, vieillard, voyageurs et orphelins. Cependant, l'hospice limite son aide aux orphelins, aux femmes enceintes ainsi qu'aux voyageurs à partir du XVIe siècle après des accords avec la municipalité de Besançon. L'Ordre Hospitalier du Saint-Esprit est supprimé en 1777 par le Cardinal de Choiseul, et tous les biens de cette congrégation devinrent propriété de la ville dont l'édifice.
En 1792, le bâtiment prend le nom d'hospice des enfants de la patrie avant d'être transféré en 1797 à l'hôpital Saint-Jacques récemment construit, ce dernier devant être l'hôpital central de la ville. En 1796, des soldats et officiers qui résident dans la ville parviennent à obliger la commune à leur fournir un lieu de culte, et la chapelle Notre-Dame-du-Foyer est officiellement affectée aux Protestants jusqu'à 1804. À cette occasion un premier pasteur apparaît dans la ville en 1803, Jean Ebray, et la communauté est réellement mise en place. Mais l'église déménage dans l'ancien couvent des Capucins le 6 janvier 1805, l'hôpital Saint-Jacques réclamant la chapelle,. Puis elle est obligée une nouvelle fois de partir ailleurs à cause de la construction de l'arsenal, célèbre un dernier culte le 24 avril 1842, et s'installe dans l'ancienne église du Saint-Esprit, que les fidèles acquièrent la même année après restauration par la ville. Entre-temps, en 1824, est officiellement créée l'organisation de l'Église réformée de Besançon.

### De la consécration à nos jours
En 1842, le bâtiment est officiellement cédé aux protestants de la ville, alors que le 28 avril de la même année eut lieu la dédicace. L'édifice semble jouer un rôle central quant à la progression démographique de la communauté : en 1856 des registres font état de 90 baptêmes et 33 mariages dont 21 mixtes pour 76 décès. Dans le cadre de la séparation de l'Église et de l'État, un inventaire est fait à ce temple le 29 janvier 1906 en présence du pasteur Cadix alors président du conseil presbytéral, de deux autres pasteurs et des trésoriers du diaconat y sont eux aussi soumis, et n'opposent aucune résistance. En 1975, l'Église Réformée devient propriétaire de la tour du Saint-Esprit dite Carrée attenante à la chapelle de l'ancien hôpital, construite de 1447 à 1450 sur un bâtiment plus ancien du XIIIe siècle par frère Lambert Vernier de Vélesme.
La façade du XVIe siècle sise sur le côté ouest de la petite cour attenant à l'ancienne église du Saint-Esprit fait l’objet d’un classement au titre des monuments historiques depuis le 22 avril 1932. La façade et la toiture de la maison sise 31 quai Vauban (ancien orphelinat reconstruit en 1740, architectes Galezot J.P et Colombot J.C., actuelle présidence de l'Université), ainsi que la chaussée et le quai font l’objet d’une inscription au titre des monuments historiques depuis le 16 septembre 1933. Le mur entre la rue et la cour avec le grand portail ; les façades sur rue et sur cour, ainsi que les combles qui les surmontent de l'immeuble sis rue Claude Goudimel (ancien orphelinat reconstruit en 1740, architectes Galezot J.P et Colombot J.C., actuelle présidence de l'Université), font l’objet d’une inscription au titre des monuments historiques depuis le 27 octobre 1937. La tour en totalité, sise 29 quai Vauban, y compris la porte déposée et la fermeture en bois de la tour d'escalier (tour du Saint-Esprit, XIIIe siècle et première moitié XVe siècle) fait l’objet d’un classement au titre des monuments historiques depuis le 19 août 2005.

## Architecture

### Généralités et modifications
L'édifice, construit semble-t-il de 1207 à 1220, est de type gothique. Le chœur est agrandi dans les années 1300. Trois chapelles sont adjointes sur le flanc ouest : en 1318 chapelle Saint-Denis (disparue) ; en 1361 chapelle Saint-Jacques (disparue) puis en 1480 chapelle Notre-Dame de la Gésine (actuelle sacristie) ainsi qu'un clocher détruit durant la Révolution française. Alphonse Delacroix dote le bâtiment d'un nouveau porche néogothique de style troubadour en 1841. La nef de l'église, voûtée sur croisées d'ogives larges et basses avec des fenêtres étroites, est marquée par l'influence cistercienne dominante dans la région, de même que l'ensemble de la décoration néo-romane du porche et des chapiteaux. La tour du Saint-Esprit (monument historique) attenante à la chapelle de l'ancien hôpital, construite entre 1447 et 1450 par le frère Lambelet Vernier de Vélesme (recteur de l'hôpital de 1427 à 1476), sur un premier étage du XIIIe siècle, est l'un des plus anciens bâtiments de la ville, remarquable pour sa charpente et pour son escalier à vis hexagonal exécuté par un artiste anonyme.

### Décors, mobilier et aspect interne
La galerie en bois (monument historique) dans la cour est remarquable pour son décor sculpté. Son décor est clairement influencé par le Moyen Âge, comme le suggèrent des sculptures de monstres avalant l'extrémité des poutres. Cependant il est incontestable  que ces sculptures datent du XVIe siècle, avec des gravures d'angelots, des guirlandes, des vases ainsi que des figures allégoriques et mythologiques prouvant que ces œuvres sont originaires de la Renaissance - ceci est toutefois encore discuté par les spécialistes, les documents historiques donnant faveur à une date de construction avant 1476 sous le mandat de Lambelet Vernier. Sur les 10 colonnettes présentes à l'origine, il n'en reste plus que quatre; la balustrade et la colonnette à la sirène datent d'une restauration malheureuse des années 1950. Des bâtiments construits par les architectes Jean-Pierre Galezot et Jean-Charles Colombot pour le Saint-Esprit sont situés à proximité de l'édifice, au numéro trois de la rue Goudimel et sont actuellement occupés par la présidence de l'Université de Franche-Comté. On peut y apercevoir un corps de logis datant de 1740, possédant un escalier de pierre à clefs pendantes ainsi que des rampes en fer forgé. Un autre chef-d'œuvre est situé près de ces bâtiments : un portail donnant sur la cour, qui est orné d'une allégorie sculptée représentant la charité sous les traits d'une mère accompagnée de ses enfants, sculptée par l'artiste Perrette. Sur la base de cette sculpture est gravé le psaume numéro 26 : « Si mon père et ma mère m'abandonnent, Yahvé me recueillera ». Cet édifice a remplacé plusieurs bâtiments du Moyen Âge dont la grande salle des malades construite par le Recteur Lambelet-Vernier, fragilisés par un incendie en 1599. Il a abrité l'orphelinat de l'hôpital du Saint-Esprit jusqu'en 1797. De 1842 à 1885, l'aile Nord de ce bâtiment a accueilli des salles de classe pour les enfants protestants (2 classes de filles et 2 de garçons) d'une école primaire mixte bi-confessionnelle juive et protestante. Les salles de classe pour les filles et les garçons israélites, se situaient pour leur part dans la tour du Saint-Esprit attenante, ainsi que le logement de la directrice de cette école. L'orgue des frères Callinet, facteurs à Rouffach (Alsace) date du 18 mars 1837. Il possède sept jeux au clavier ainsi que deux jeux à la pédale. Ses tuyaux d'étain et son buffet d'origine ont justifié son classement à titre instrumental comme monument historique en 1972.

## Données sociologiques et rituelles

### Liturgie
Les Réformés se réfèrent particulièrement aux « six grands principes » qui édictent leur vision et application de la foi, comprenant par exemple la référence unique à la Bible avec un rôle fort de l'Esprit Saint.
Par rapport au catholicisme,  il y a rejet de toute Tradition, de cinq des sept sacrements (dont la confession), de la supériorité du Pasteur et de la reconnaissance du Pape, de la croyance en la transsubstantiation, en l'Immaculée Conception, en l'intercession des Saints, dans le purgatoire, la canonisation, l'indulgence, ou encore la pratique et l'usage du signe de croix, de l'eau bénite...

### Principaux ouvrages
Sources récurrentes et d'autorité utilisées pour la rédaction de cet article, dont les références sont détaillées dans la rubrique correspondante :
Quand Besançon se donne à lire : essais en anthropologie urbaine.
1. 1 2  Anne Raulin (direction) et Ingar Düring (rédaction), Quand Besançon se donne à lire : essais en anthropologie urbaine, page 59.
2. 1 2 3 4 5 6  Anne Raulin (direction) et Ingar Düring (rédaction), Quand Besançon se donne à lire : essais en anthropologie urbaine, pages 55 à 57.
3. ↑  Anne Raulin (direction) et Ingar Düring (rédaction), Quand Besançon se donne à lire : essais en anthropologie urbaine, page 58.
4. ↑  Anne Raulin (direction) et Ingar Düring (rédaction), Quand Besançon se donne à lire : essais en anthropologie urbaine, pages 60 et 61.

La vie religieuse à Besançon, du IIe siècle à 2010.
1. 1 2  Pierre Chauve (coordination) et Jean-Marc Debard (rédaction), La vie religieuse à Besançon, du IIe siècle à 2010, pages 90 et 91.
2. 1 2 3 4  Pierre Chauve (coordination) et Jean-Marc Debard (rédaction), La vie religieuse à Besançon, du IIe siècle à 2010, pages 86 à 90.
3. 1 2  Pierre Chauve (coordination) et Jean-Marc Debard (rédaction), La vie religieuse à Besançon, du IIe siècle à 2010, page 90.
4. ↑  Pierre Chauve (coordination) et Jean-Marc Debard (rédaction), La vie religieuse à Besançon, du IIe siècle à 2010, page 91.

### Autres sources
1. ↑  Coordonnées du temple trouvées sur Google Maps.
2. ↑  Jean-Claude Meux, histoire du cimetière des Champs Bruley, sur le site officiel de l'Église Protestante Unie de Besançon (consulté le 19 mai 2018).
3. ↑  Émile Haag (dir.), La France protestante ou vies des protestants français qui se sont fait un nom dans l'histoire, t. 1, Cherbuliez, 1847, page 91.
4. 1 2 3 4 5 6 7 8 9 10  Yves Krumenacker, Les temples protestants français, XVIe – XVIIe siècles, Chrétiens et sociétés, Numéro spécial I, 2011, pages 131 à 154 (lire en ligne).
5. 1 2 3 4 5 6 7 8 9 10 11 12 13  La vie religieuse à Besançon, du IIe siècle à 2010, page 92.
6. 1 2 3 4 5 6 7 8  La vie religieuse à Besançon, du IIe siècle à 2010, page 93.
7. 1 2 3 4 5 6 7 8 9 10 11 12  Brochure éditée par la ville de Besançon, service de l'action culturelle et des communications, pour les journées du patrimoine de 2003.
8. 1 2 3 4 5  Quand Besançon se donne à lire : essais en anthropologie urbaine, page 57.
9. ↑  Le Temple du Saint-Esprit de Besançon sur Besac.com (consulté le 23 novembre 2011).
10. ↑  Quand Besançon se donne à lire : essais en anthropologie urbaine, page 58.
11. ↑  Le Temple du Saint-Esprit de Besançon sur Racinescomtoises.net (consulté le 23 novembre 2011).
12. 1 2 3  Historique du Temple du Saint-Esprit de Besançon sur Huguenotsinfo.free.fr (consulté le 23 novembre 2011).
13. ↑  A. Soulier, Statistique des Églises réformées de France : Suivie des lois, arrêtés, ordonnances, circulaires et instructions qui les concernent; de l'indication des sociétés religieuses et des écoles, H. Servier, 1828, 284 p., page 168.
14. ↑  Annuaire protestant : la France protestante et les églises de langue française dans les pays étrangers, Fischbacher, 1858, page 10.
15. ↑  Jean-Pierre Gavignet et Lyonel Estavoyer, Besançon autrefois, Le Coteau, Horvath, 1989, 175 p. (ISBN 2-7171-0685-5), page 64.
16. 1 2 3 4  Notice no PA00101480, sur la plateforme ouverte du patrimoine, base Mérimée, ministère français de la Culture
17. ↑  Église Réformée de Besançon et thèse de Mme Nicole Brocard
18. ↑  Église Réformée de Besançon, formation des guides de l'Office du Tourisme par M. Plagneux, professeur d'histoire à l'Université de Franche-Comté
19. ↑  Église Réformée, étude de l'architecte des Monuments Historiques 2008
20. ↑  Église Réformée de Besançon,correspondance avec le Maire, AMB 2M3 doc 118 et plan d'aménagement de l'école